# Club Social y Deportivo Colo-Colo B
O Club Social y Deportivo Colo-Colo B é um clube chileno de futebol, da cidade de Santiago alternativo ao Colo-Colo principal, servindo principalmente para revelar jogadores para a equipe principal. A equipe B não pode disputar a mesma divisão do time A, portanto, mesmo que consiga em algum momento o acesso à primeira divisão, não poderá disputá-la, mesmo em uma situação hipotética em que a equipe principal dispute uma divisão inferior a do Colo-Colo B. Foi fundado em janeiro de 1999.

## História
Fundado em 1999, o Colo-Colo Sub-23 jogou a Tercera División com o nome de "Colo-Colo Júnior", onde jogadores como Sebastián González e Luis Ignacio Quinteros se destacaram. Em 2001, apesar do sucesso, o Colo-Colo Sub-23 foi extinto por problemas financeiros.
Em 2007, após regular a sua situação financeira, o clube decidiu recriar a equipe B, no entanto, a ANFA impediu a participação das filiais dos clubes profissionais em 2008.
No ano de 2011 a ANFP anunciou a criação de uma nova Segunda División, com a participação de cinco filiais de equipes da Primera División (entre elas a filial do Colo-Colo). Seu primeiro torneio começou na temporada 2012.

## Era amadora
Embora o Colo-Colo sempre tenha contado com uma equipe B desde a sua fundação, os primeiros registros de uma equipe B em competições oficiais, independentemente dos campeonatos de reservas, foram no campeonato semi profissional da Série B em 1937. A equipe era composta principalmente de reservas e jovens jogadores que não tinha espaço no time A. Essa equipe só atuou naquele ano, pois a Série B foi interrompida no ano seguinte.

### Colo-Colo Júnior
O Colo-Colo Sub-23 participou da Tercera División com o nome de "Colo-Colo Júnior" em 1999 e 2000, onde jogadores como Sebastián González e Luis Ignacio Quinteros se destacaram. Apesar do sucesso, em 2001 o Colo-Colo Sub-23 foi extinto por problemas financeiros. Após regular a sua situação financeira, o clube decidiu recriar uma equipe B em 2007 com o objetivo de dar mais experiência a seus jogadores, jogando em um torneio mais exigente que os torneios das categorias de base e de prepará-los para o time principal ou para vendê-los. No entanto, a ANFA impediu a participação das filiais dos clubes profissionais em 2008, sendo a equipe B novamente interrompida.

## Era profissional

### Temporada inaugural
No ano de 2011 a ANFP anunciou a criação de uma nova Segunda División, com a participação de cinco filiais de equipes da Primera División (entre elas a filial do Colo-Colo), mais seis equipes da ANFA. Disputada entre a Primera B e a Tercera División, a Segunda División foi criada para dar mais experiência a seus jogadores e prepará-los para o time principal. A equipe B estreou contra o Rangers B no Estádio Fiscal de Talca em Talca, perdendo por 1 a 0, gol de Eduardo Saldaña.

## Elenco Atual
- Atualizado em 19 de agosto de 2017.

Legenda
- : Capitão
- : Jogador lesionado/contundido
- +: Jogador em fase final de recuperação
- +: Jogador que volta de lesão/contusão
- : Jogador suspenso

## Transferências
| Entradas |         |                |
|          | Jogador | Clube anterior |

| Saídas |         |                  |
|        | Jogador | Clube de destino |

Legenda
- : Jogadores que retornam de empréstimo
- : Jogadores emprestados

## Jogadores destacados
Esta é uma lista de jogadores de destaque que já passaram pelo Colo-Colo B:

### Estádio

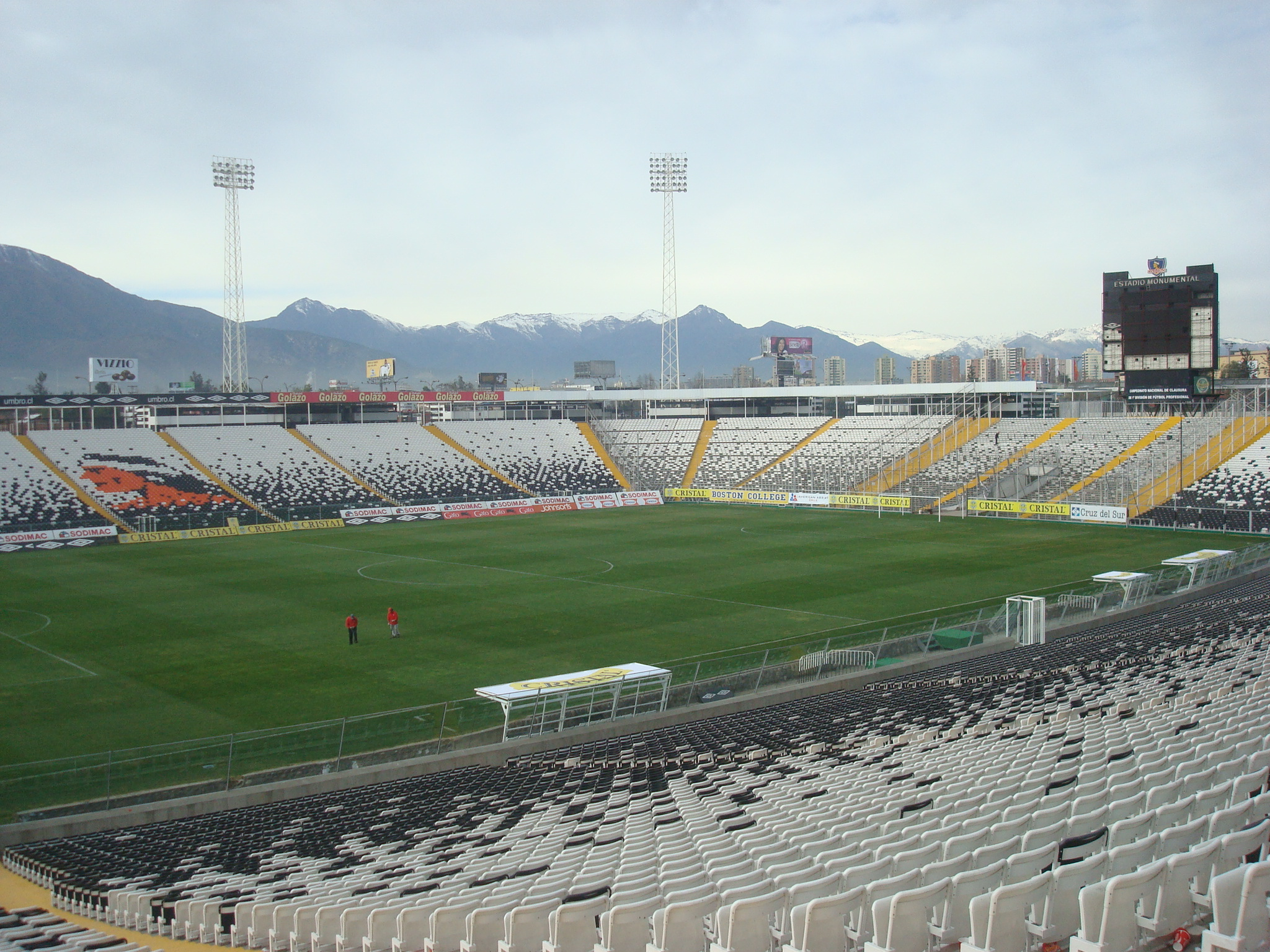
Estádio do Colo-Colo B.